# Cinematografia franceză

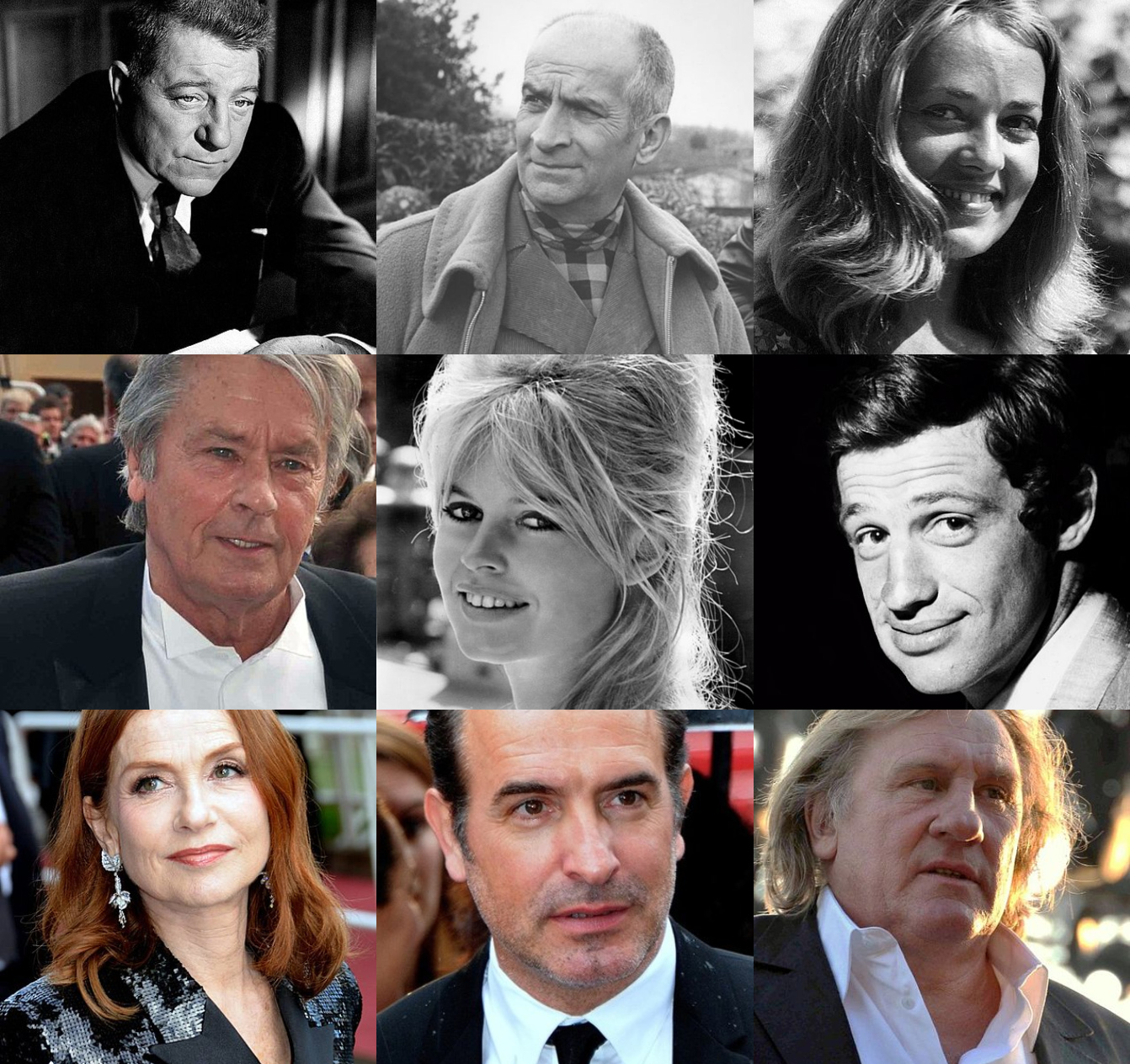
Jean Gabin, Louis de Funès, Jeanne Moreau, Alain Delon, Brigitte Bardot, Jean-Paul Belmondo, Isabelle Huppert, Jean Dujardin, Gérard Depardieu.

Cinematografia franceză cuprinde arta cinematografică și filmele de creație realizate în Franța sau de regizori de film francezi din străinătate.
Mai multe mișcări cinematografice importante, inclusiv Nouvelle Vague, au început din Franța. Este remarcat pentru că are o industrie cinematografică deosebit de puternică, în parte datorită protecțiilor oferite de guvernul francez.
Pe lângă tradiția sa cinematografică puternică și inovatoare (vezi și Auguste și Louis Lumière), Franța a fost și un loc de întâlnire pentru artiști din întreaga Europă și din întreaga lume. Din acest motiv, cinematografia franceză este uneori împletită cu cinematografia națiunilor străine. Regizori din națiuni precum Polonia (Roman Polanski, Krzysztof Kieślowski și Andrzej Żuławski), Argentina (Gaspar Noé și Edgardo Cozarinsky), Rusia (Alexandre Alexeieff, Anatole Litvak), Austria (Michael Haneke) și Georgia (Géla Babluani, Otar Iosselian) sunt proeminenți în rândurile cinematografiei franceze. În schimb, regizorii francezi au avut cariere prolifice și influente în alte țări, precum Luc Besson, Jacques Tourneur sau Francis Veber în Statele Unite.
Un alt element care susține acest fapt este că Parisul are cea mai mare densitate de cinematografe din lume, măsurată prin numărul de cinematografe pe locuitor și că, în majoritatea cinematografelor din „centrul Parisului”, filme străine care ar fi izolate în „case de artă” cinematografe din alte locuri sunt prezentate alături de lucrări „mainstream”. Philippe Binant a realizat, pe 2 februarie 2000, prima proiecție de cinema digital din Europa, cu tehnologia DLP CINEMA dezvoltată de Texas Instruments, la Paris. Parisul se mândrește, de asemenea, cu Cité du cinéma, un studio major din nordul orașului, și Disney Studio, un parc tematic dedicat cinematografiei și al treilea parc tematic din apropierea orașului, după Disneyland și Parc Asterix.
Franța are cea mai de succes industrie cinematografică din Europa în ceea ce privește numărul de filme produse pe an, cu un record de 300 de lungmetraje produse în 2015. Franța este, de asemenea, una dintre puținele țări în care producțiile non-americane au cea mai mare pondere: filmele americane au reprezentat doar 44,9% din totalul premierelor din 2014. Acest lucru se datorează în mare măsură puterii comerciale a producțiilor interne, care au reprezentat 44,5% din premiere în 2014 (35,5% în 2015; 35,3% în 2016). De asemenea, industria cinematografică franceză este mai aproape de a fi complet autosuficientă decât orice altă țară din Europa, recuperând aproximativ 80–90% din costuri din veniturile generate numai pe piața internă.
În 2013, Franța a fost al doilea cel mai mare exportator de filme din lume, după Statele Unite. Un studiu din aprilie 2014 a arătat imaginea pozitivă pe care cinematografia franceză o menține în întreaga lume, fiind cea mai apreciată după cinematografia americană.
O temă preferată a fost Revoluția Franceză, cu sute de titluri.

## Companii de distribuție și producție
- Ad Vitam
- Alfama Films
- ARP Sélection
- Bac Films
- Diaphana Films
- EuropaCorp
- Gaumont
- Haut et Court
- KMBO
- Le Pacte
- Les Films du Losange
- Mars Films
- MK2
- Pan-Européenne
- Pathé
- Pyramide Distribution
- Rezo Films
- SND Films
- StudioCanal
- UGC
- Wild Bunch